# Susana Canales
Susana Canales Niaucel (Madrid, 5 de septiembre de 1933-Ibidem; 22 de marzo de 2021) fue una actriz española.

## Biografía
Hija del actor vallisoletano Ricardo Canales, al estallar la Guerra civil española huyó con su familia a América, recalando primero en Venezuela y desde 1940 en Argentina. En Buenos Aires inicia su carrera cinematográfica, con tan solo diez años y estrenó La dama del alba (1944) de Alejandro Casona, y La casa de Bernarda Alba (1945), de García Lorca, ambas junto a Margarita Xirgu. Regresó a España, donde contrajo matrimonio con el actor Julio Peña el 8 de abril de 1953. Desde ese momento, se instaló en su país natal en el que en los siguientes años desarrolló su carrera artística, tanto en teatro como en cine.
Debutó sobre los escenarios madrileños en 1951 con la obra de teatro Veinte y cuarenta, de José López Rubio, dirigida por Cayetano Luca de Tena. No obstante fue en la gran pantalla donde cosecha mayores triunfos en la década de 1950: Sangre de Castilla (1950), Cielo negro (1951), Así es Madrid (1953), Manicomio (1954), Reto a la vida (1954), Una aventura de Gil Blas (1956) o La muchacha de la plaza de San Pedro (1958).
Alejada del cine desde principios de la década de 1960, centró desde entonces su carrera en teatro y televisión. Sobre las tablas estrenó entre otras La bella Dorotea (1963), de Miguel Mihura, Un puente sobre el tiempo (1964), de Adolfo Mendiri o Cuplé (1986), de Ana Diosdado, además de interpretar a los clásicos (El villano en su rincón, 1964, de Lope de Vega en el Teatro Español)
Presente en Televisión española desde mediados de los años 60, protagonizó la serie Estudio 3 (1964), dirigida por Narciso Ibáñez Serrador y en las siguientes dos décadas intervino tanto espacios de teatro televisado entre los que destaca Estudio 1 (con las obras La vida privada de mamá, 1972 y Ocho mujeres,1973) como episódicamente en series como  Historias de Juan Español (1972), Turno de oficio (1986) o Miguel Servet, la sangre y la ceniza (1989). Además protagonizó la serie La familia Colón (1967), junto al también argentino Fernando Siro.
Ya en los 80, compaginó esas labores con el mundo de la radio, protagonizando la radionovela Sin tiempo para amar (1982), en Radio España y el doblaje (ALF).
Alejada de la interpretación desde principios de la década de 1990, solo interrumpe su retiro para intervenir en el montaje de la obra Aprobado en castidad (2001), de Ibáñez Serrador.
Murió tras complicaciones naturales en su salud a los 87 años el 22 de marzo de 2021.

## Premios
Medallas del Círculo de Escritores Cinematográficos
| Año  | Categoría                          | Película    | Resultado |
| ---- | ---------------------------------- | ----------- | --------- |
| 1951 | Premio especial a actriz principal | Cielo negro | Ganadora  |

## Filmografía
- La mujer de tu prójimo (1966)
- Alféreces provisionales (1964)...Susana
- El noveno mandamiento (1963)
- Los mercenarios (1961)...Katia
- Punto y banca o Patricia mía (1961)
- El capitán Jones (1959)...Marie Antoinette
- Fantasmi e ladri (1959)...Silvia
- Perfide ma belle (1959)...Lauretta
- Familia provisional (1959)
- La muchacha de la Plaza de San Pedro (1958)...Lucia Conforti
- Historia de un joven pobre (1958)...Margherita
- El conde Max (1957)... Lauretta Campo
- El anónimo (1957)
- Retorno a la verdad (1956)
- Una aventura de Gil Blas (1956)...Doña Caldera Mencia
- La Hermana Alegría (1955)
- Rapto en la ciudad (1955)
- Manicomio (1954)
- Reto a la vida (1954)...Marta Correa
- Así es Madrid (1953)...Eulalia
- Amaya (1952)
- Cielo negro (1951)
- Mary tuvo la culpa (1950)
- El ladrón canta boleros (1950)
- Sangre de Castilla (1950)
- Un pecado por mes (1949)
- La hostería del caballito blanco (1948)
- La locura de don Juan (1948)...Rosita
- Con el diablo en el cuerpo (1947)
- Albéniz (1947)
- Vacaciones (1947)
- Dieciséis años (1943)
- Concierto de almas (1942)